# Robert Earnshaw
Robert Earnshaw , född den 6 april 1981 i Mufulira, är en Zambia-född walesisk före detta professionell fotbollsspelare.
Earnshaw, som var anfallare, representerade Cardiff City, Greenock Morton, West Bromwich Albion, Norwich City, Derby County, Nottingham Forest, Maccabi Tel Aviv, Toronto, Blackpool, Chicago Fire och Vancouver Whitecaps.
Earnshaw spelade 59 landskamper och gjorde 16 mål för Wales mellan 2002 och 2012.